# Tariel Kutateladze
Tariel Kutateladze (ur. 12 kwietnia 1921 r. w Tbilisi) – żołnierz Legionu Gruzińskiego podczas II wojny światowej, gruziński architekt, wykładowca akademicki
W 1939 r. ukończył szkołę średnią w Tbilisi, po czym rozpoczął naukę w Moskiewskim Instytucie Architektury. Została ona jednak przerwana mobilizacją do Armii Czerwonej. Tariel Kutateladze brał udział w wojnie z Finlandią na przełomie 1939/1940 r. Po ataku wojsk niemieckich na ZSRR 22 czerwca 1941 r., dostał się szybko na Litwie do niewoli. Osadzono go w obozie jenieckim, skąd został wypuszczony w 1942 r. Wstąpił do jednego z nowo formowanych batalionów Legionu Gruzińskiego. Po zakończeniu wojny dostał się do niewoli alianckiej. Deportowano go do ZSRR, gdzie został skierowany do łagrów. W 1956 r. w wyniku amnestii powrócił do Gruzji. W 1962 r. ukończył akademię artystyczną w Tbilisi, zostając wykładowcą na niej. W latach 1981–2005 pełnił funkcję dziekana wydziału architektury akademii. Następnie założył własną firmę architektoniczną. Był autorem licznych projektów architektonicznych w Tbilisi.